# Younoussa Bamana
Younoussa Bamana (Kani-Kéli (Mayotte), 1 d'abril del 1935 - Mamoudzou, 22 de juny del 2007) va ser un polític francès.

## Biografia
Descendent de propietaris agrícoles, cresqué en el si d'una família nombrosa. Estudià primer a Dzaoudzi, capital administrativa de l'illa, i posteriorment ho feu al liceu Gallieni de Madagascar.
D'ofici professor, entrà en política als 22 anys, en ser elegit diputat de les Comores el 1957, i presidí el consell de la circumscripció de Mayotte, quan l'illa formava part del territoire des Comores, una divisió administrativa francesa d'ultramar. Fou empresonat el 1973, fins que la pressió popular n'aconseguí l'alliberament. Ferm defensor de la vinculació amb França, el 21 de juliol del 1975, poc abans de la declaració d'independència de les tres altres illes de l'arxipèlag, va ser nomenat prefecte de Mayotte pel consell de circumscripció. En aquesta qualitat gestionà la continuïtat dels serveis públics i feu front, entre altres problemes, a un desabastiment de segells de correus. Presidí el Consell General de Mayotte des del 6 d'abril del 1977 fins al març del 2004, amb un breu parèntesi el març-abril del 1991.
Va ser elegit diputat a l'Assemblea Nacional francesa per a la legislatura 1977-1978, i fou reelegit a la següent. Segué a la Cambra del 13 de març del 1977 al 22 de maig del 1981. El 2004 es presentà a les eleccions pel senat francès, però fou batut per Adrien Giraud.
Hom el distingí amb l'emissió d'un segell de correus amb la seva efígie el 23 de juny del 2008. Té un carrer dedicat a Bandraboua, un estadi a Chiconi i, des del 2010, el liceu Younoussa-Bamana de Mamoudzou en porta el nom, en homenatge. El 2014 es va inaugurar públicament el seu mausoleu.